# Ароматизированное молоко
Ароматизированное молоко — подслащённый молочный напиток, приготовленный из молока, сахара, ароматизаторов и иногда пищевых красителей. Он может продаваться как пастеризованный, охлаждённый продукт или как ультрапастеризованный продукт, не требующий охлаждения.

## Потребление
Согласно подсчётам 2003 года, Австралия потребляет больше всего ароматизированного молока в мире, выпивая на 9,5 литров больше среднего показателя. Оно особенно популярно в Южной и Западной Австралии. В статье западноавстралийской газеты Sunday Times за 2013 год сообщалось, что Западная Австралия была «столицей ароматизированного молока» с индустрией в 220 миллионов австралийских долларов и средним потреблением подобного молока, равным 19 литрам. Аналогичным образом, газета Adelaide Advertiser в 2006 году сообщала, что Южная Австралия потребляла 45 млн литров ароматизированного молока каждый год, при этом 82% доли рынка принадлежало одному бренду, Farmers Union. По данным Coca-Cola Amatil, одного из крупнейших производителей напитков в Азиатско-Тихоокеанском регионе, Южная Австралия — единственное место, где продажи ароматизированного молока превышают продажи колы.

## Критика
Джейми Оливер привлёк внимание в США к государственным школам, которые подают ароматизированное молоко в школьных кафетериях. Сторонники ароматизированного молока утверждают, что многие дети не будут получать  необходимые питательные вещества, содержащиеся в молоке, если оно не будет ароматизировано, поскольку польза от молока перевешивает несколько чайных ложек сахара. Противники говорят, что с ростом уровня ожирения и сердечных заболеваний ароматизированное молоко следует убрать из школ, а детей следует научить пить простое молоко.
Анализ более 90 популярных охлаждённых ароматизированных молочных продуктов, проведённый в 2018 году, показал, что в упаковке ароматизированного молока может содержаться столько же сахара, сколько в банке безалкогольного напитка, а многие из самых продаваемых брендов содержат более дневной нормы добавленного сахара в одной порции.